# Hypovolemi
Hypovolemi är för låg blodvolym, vilket ofta är ett resultat av blödning eller vätskebrist, och vilket kan orsaka cirkulationssvikt (chock). Blodmängden gör att hjärtat inte förmår förse hela kärlträdet med blod samt orsakar syrgasbrist i perifera vävnader och får kroppen att dra igång en mängd kompensationsmekanismer, som aktivering av det sympatiska nervsystemet och aktivering av renin-angiotensinsystemet. Syftet är att åstadkomma en höjning av blodtrycket med hjälp av vasokonstriktion, ökad puls samt större kraft i hjärtslagen.
När kroppen förlorar blodvolym sker en minskad genomblödning och syretillförsel i perifera vävnader. Den nya syrefattiga miljön får cellerna att börja arbeta anaerobt, vilket ger en ansamling av mjölksyra, som driver interstitialvätska in i blodet och resulterar i en uttorkning av vävnaderna.

## Kompensatoriska mekanismer
Kemoreceptorer som känner av blodets pH-värde aktiveras och signalerar till andningscentrum i hjärnan. Detta ger en ökad andningstakt och djupare andetag, vilket gör att koldioxid andas ut och blodets pH stiger. Kemoreceptorerna har också en mindre aktiverande påverkan på kardioacceleratoriska- och vasomotorcentrum.
Tryckkänsliga baroreceptorer i aortabågen och sinus caroticus känner av att blodtrycket minskat. Baroreceptorerna kommer då att signalera färre signaler till kardioacceleratoriska- och vasomotorcentrum än normalt, detta ger en aktivering av det sympatiska nervsystemet. Det sympatiska påslaget ger en ökad puls och en kraftig vasokonstriktion. Denna sammandragning minskar blodflödet till alla kroppens organ utom de mest kritiska, d.v.s. hjärtat och hjärnan. När det kvarvarande blodet har ett mindre utrymme att vistas på höjs trycket, och på så sätt återställs blodtrycket till en relativt normal nivå.
Den kraftiga vasokonstriktionen får till följd att blodflödet till njuren minskar. När detta sker aktiveras celler i njurens macula densa, som utsöndrar hormonet renin. Genom ett antal olika steg (det s.k. renin-angiotensinsystemet) aktiveras Angiotensin II, som både direkt och indirekt (genom aldosteron) får njuren att behålla mer salt och vatten. Till följd av detta ges en minskad urinutsöndring, vilket ger en ökad blodvolym som hjälper till att hålla blodtrycket uppe.
Det sänkta pH-värdet och den minskade blodvolymen aktiverar även hypotalamus i hjärnan. Här sitter kroppens törstcentrum, och när detta aktiveras blir vi törstiga. Hypotalamus signalerar neurohypofysen att frisätta hormonet ADH, som tar sig till njurarna och får dem att behålla ännu mer vatten, vilket minskar urinproduktionen ytterligare: allt för att hålla blodvolymen uppe och blodtrycket på en så normal nivå som möjligt.

## Kliniska fynd
Tidiga och klassiska tecken på hypovolemi är törst och ökad andning. Törsten kommer av aktiveringen av hypotalamus och den ökade andningen beror på aktiveringen av vårt respiratoriska centrum (se ovan).
När blodvolymen ska sparas till de viktigaste organen nedprioriteras huden, som blir kall, fuktig och blåaktig, ibland med livedo reticularis.
Till följd av det sänkta pH-värdet påverkas också neuron i CNS, vilket i ett tidigt skede ger upphov till oro, och i ett sent skede försätter den drabbade i koma.
Urinproduktionen minskar kraftigt och kan till och med avstanna helt på grund av de kompensatoriska mekanismerna vid hypovolemi.
Mätbar hypotoni, sänkt blodtryck, uppkommer först när blodvolymen minskat med 30%. Vid en förlust på 50% av blodvolymen sker en hemodynamisk kollaps. 